# Весна Егерић
Весна Егерић (Трстеник, 1970) српска је песникиња, приповедач, драмски писац и преводилац поезије с енглеског језика.
Рођена је 12. јула 1970. у Трстенику. Гимназију је завршила у Сремским Карловцима, а Филозофски факултет, Одсек за енглески језик и књижевност, у Новом Саду. На истом факултету је завршила пост-дипломске студије и магистрирала са темом “Шекспирове драме у критици Милана Богдановића”.

## Дела
- О свему што те чека (приповетке, 1987)
- У далеком тамном огледалу (приповетке, 1994)
- Песме са језера (песме, 1995)
- Изабране песме “Вилијема Блејка” (1997)
- Бајрон у Венецији (приповетке, 2001)
- Азур и злато (песме, 2002)
- Сунчеве кочије (песме, 2004)
- Свилени вео (приповетке, 2005)
- Свадба у Кани (песме, 2006)
- Словенске слике (песме, 2006)